# エバリスト・フェルナンデス・ブランコ
エバリスト・フェルナンデス・ブランコ（Evaristo Fernández Blanco、1902年3月6日 - 1993年10月22日）は、スペインの作曲家。

## 経歴
アストルガ出身。マドリード音楽院でトマス・ブレトンとコンラード・デル・カンポに師事した後、ウィーンでフランツ・シュレーカーに学んだ。1935年にスペインに帰国した後は、マドリードでスペイン8人組と密接な関わりを持って活動し、共和国政府の音楽委員会代表に就任した。しかしスペイン内戦の結果、1939年に共和国政府が崩壊すると、ポンテベドラに2年の間隠れた。そこで『劇的序曲』を作曲したが、その後40年以上日の目を見ることはなかった。1941年にバルセロナに移り、地元のサルスエラ楽団のピアニストを務めた。それからは作曲の筆を折ってしまった
。
しかし1970年代後半より民主化が進むと彼の作品は再び注目され、1982年に40年の沈黙を破って、RTVE交響楽団のために『古舞踊組曲』を作曲した。

## 作品

### 管弦楽曲
- 悲しきワルツ（1920）
- 山の印象（1921）
- 交響的序曲（1925）
- 小組曲（1929）
- 3つの小品（1930）
- 2つのレオン舞曲（1932）
- 劇的序曲（1940）
- 古舞踊組曲（1982）

### 器楽曲
- ピアノ三重奏曲（1928）
- ピアノのための常動曲

## 文献
- Daniel Gutiérrez Sanz, Daniel. Catálogo de obras, 2007. Edita: Ayuntamiento de Astorga.